# Damiao, Hubei
Damiao (kinesiska: 大庙, 大庙乡) är en sockenhuvudort i Kina. Den ligger i provinsen Hubei, i den centrala delen av landet, omkring 480 kilometer nordväst om provinshuvudstaden Wuhan. Antalet invånare är 12 028. Befolkningen består av 5 372 kvinnor och 6 656 män. Barn under 15 år utgör 17,0 %, vuxna 15-64 år 72 %, och äldre över 65 år 10,0 %.
Runt Damiao är det ganska tätbefolkat, med 96 invånare per kvadratkilometer. Närmaste större samhälle är Zhuping, 7,9 km söder om Damiao. I omgivningarna runt Damiao växer i huvudsak blandskog.
Genomsnittlig årsnederbörd är 1 072 millimeter. Den regnigaste månaden är september, med i genomsnitt 177 mm nederbörd, och den torraste är december, med 5 mm nederbörd.